# 陈氏 (高延宗之母)
陈氏（?—?），北齐文襄帝高澄的妾室，安德王高延宗的母亲。
陈氏的封号、生卒年、事迹不详。仅知道她原先是广阳王元湛的家妓，在544年左右生下高延宗。